# STS-87
是历史上第87次航天飞机任务，也是哥倫比亞號太空梭的第21次太空飞行。

## 任务成员
- 凯文·克雷格（Kevin R. Kregel），曾执行任務、和，指令长
- 斯蒂文·林赛（Steven W. Lindsey），曾执行任務、以及，飞行员
- 温斯顿·斯科特（Winston E. Scott），曾执行任務，任务专家
- 卡尔帕娜·乔拉（Kalpana Chawla），曾执行任務STS-107，任务专家
- 土井隆雄，日本宇航员，曾执行任务，任务专家
- 列昂尼德·卡杰紐克，乌克兰宇航员，有效载荷专家